# Greenwood (Minnesota)
Greenwood város az USA Minnesota államában, Hennepin megyében. Lakosainak száma 726 fő (2020. április 1.).

## Népesség
A település népességének változása:
| Lakosok száma | 520  | 688  | 726  |
|               | 1960 | 2010 | 2020 |